# Nuba
|  | Aquest article tracta sobre el grup humà sudanès. Vegeu-ne altres significats a «Núbia». |

Nuba és un terme col·lectiu per a designar la gent que habita les muntanyes de Nuba, en la província de Kordufan, Sudan. Encara que el terme s'utilitza per a descriure-les com si fossin una sola tribu, de fet els Nuba són bastant diversos, i es componen de diferents grups ètnics i lingüístics. Les estimacions del nombre dels Nuba varien considerablement; el govern sudanès va estimar que eren 1,1 milions el 1993.
L'economia dels pobles Nuba és bàsicament agrícola, amb cultius molt variats segons l'època de l'any com sèsam, blat de moro, mill, sorgo o d'altres com meló, carabassa, ocra o cogombre. També cultiven tabac i cotó que utilitzen per comerciar amb els àrabs i altres pobles veïns.
Leni Riefenstahl, més coneguda per haver dirigit El Triomf de la Voluntat i Olympia, va publicar el 1976 una col·lecció de les seves fotografies d'aquesta gent titulada The Last of the Nuba.